# Edikt von Roussillon
Das Edikt von Roussillon aus dem Jahr 1564 legte den Jahresbeginn in Frankreich auf den 1. Januar fest.
Auf einer seiner Reisen durch das Land stellte König Karl IX. fest, dass der Jahresbeginn in Frankreich je nach Diözese unterschiedlich festgelegt war: im Erzbistum Lyon war es Weihnachten, im Erzbistum Vienne – wenige Kilometer weiter – der 25. März. Andere Daten waren der bereits im Römischen Reich übliche 1. März und Ostern. Die abweichenden Regelungen erzeugten nicht nur in der damaligen Zeit Verwirrung; sie wirken als Unsicherheit zu historischen Jahreszahlen bis heute fort.
Nachdem er den Jahresbeginn für das gesamte Land vereinheitlicht hatte, fügte er einem Edikt, das er Anfang Januar 1563 in Paris erlassen hatte, vier Artikel (Nr. 39 bis 42) hinzu, die er am 9. August 1564 in Roussillon verkündete: der Jahresbeginn wurde im Artikel 39 nun auf den 1. Januar festgesetzt:
„Voulons et ordonnons qu’en tous actes, registres, instruments, contracts, ordonnances, édicts, tant patentes que missives, et toute escripture privé, l’année commence doresénavant et soit comptée du premier jour de ce moys de janvier. Donné à Roussillon, le neufiesme lour d’aoust, l’an de grace mil cinq cens soixante-quatre. Et de notre règne de quatriesme. Ainsi signé le Roy en son Conseil“ Sébastien de L’Aubespine.